# Грайнау
Грайнау (нім. Grainau) — громада Німеччини, в адміністративному округу Нижня Баварія, землі Баварія. Входить до складу району Гарміш-Партенкірхен.
Населення складає 3462 особи, станом на 31 грудня 2014 року. Місто займає площу 48,64 км². Офіційний код міста — 09 1 80 118.

## Розташування
Місто Грайнау знаходиться у мальовничій частині Баварських Альп, біля основи вершини Цугшпітце (2964 м) і за 6 км від Гарміш-Партенкірхен, розташоване до Мюнхенського аеропорту за 90 км, до Інсбрука — 73 км, залізнична станція за 3 км. До складу Грайнау входить Верхнє і Нижнє Грайнау, Гаммерсбах, Шмельц і Айбзеє.

## Історія
Історія міста починається з 1294 року, коли на цих землях було засновано графство Верденфельз. Володів цими теренами фюрстбішоф фон Фрайзінг. Перший раз в документах назва міста згадується у 1305 році. У 15 столітті в Грайнау добували залізну руду, а у 19 ст. — свинцеву, але шахти були закриті після Першої світової війни.

## Економіка
Сьогодні мешканці Грайнау зайняті у сфері туризму, сільського господарства та лісової промисловості. У місті знаходиться кілька соціальних установ і декілька заводів. Торгівля та туризм складають основу економіки Грайнау.

## Туризм
Грайнау — один з найстаріших гірськолижних курортів Німеччини. Вважається, що перших туристів Грайнау прийняв у себе в 1870 році. Грайнау приваблює туристів зимовими видами спорту. Розташування Грайнау поблизу найвищої точки Німеччині г. Цугшпітце, з її крутим західним схилом і льодовиком на пологому східному схилі, дає змогу кататися на лижах навіть влітку.
На льодовику встановлені десяток підйомників, розташовано 18 км трас довжиною до 3 км. Більш низькі райони, розташовані недалеко від Гарміша, пропонують велику різноманітність трас. Покататися на гірських лижах можна в Альпшпітце, Кройцеку, Гаусбергу. У Грайнау понад 40 трас загальною протяжністю 40 кілометрів, 14 підйомників висотою від 700 до 2500 метрів, можливість катання на висотах до 2800 метрів.
Інфраструктура налічує 6 кав'ярень та 30 ресторанів, 2 кінотеатри, місцевий театр, купально-оздоровчий комплекс з водною гіркою, дитячим басейном, сольовими, гідромасажними ванними, саунами і соляріями; також тут маються криті тенісні корти та майданчики для сквошу, фітнес-центр, і численні можливості для занять спортом.
В околицях Грайнау найкрасивіші поля для гольфу у всій Німеччині. У горах прокладено більше 100 км пішохідних стежок.

### Озеро Айбзеє
На околиці Грайнау, на висоті 1000 м над рівнем моря розташовано красиве озеро Баварії Айбзеє. Його довжина становить близько 2,5 кілометра, ширина — близько 1 кілометра, глибина досягає 32 метрів. Озеро має 8 островів уздовж північного боку. Виникло озеро в результаті гігантського обвалення скелі і вважається одним із найчистіших і найкрасивіших озер Верхньої Баварії. Територія навколо озера має статус заповідника.

### Парафіяльна церква Іоанна Хрестителя
Парафіяльна церква Св. Іоанна Хрестителя в Грайнау була побудована у 1797 році. Розташована вона у красивому місці біля підніжжя Альп. Архітектурна композиція будинку оформлена в стилі бароко. Будівля храму складається з восьмикутного головного залу, хору та північної вежі, побудованої у 1848—1849 роках. Верх вежі прикрашений оригінальним куполом округлої форми, увінчаний великим хрестом. Під куполом вежі розташовуються великі стародавні годинники. У храмі щотижня відбуваються недільні служби, а також вінчання і хрестини.

## Галерея

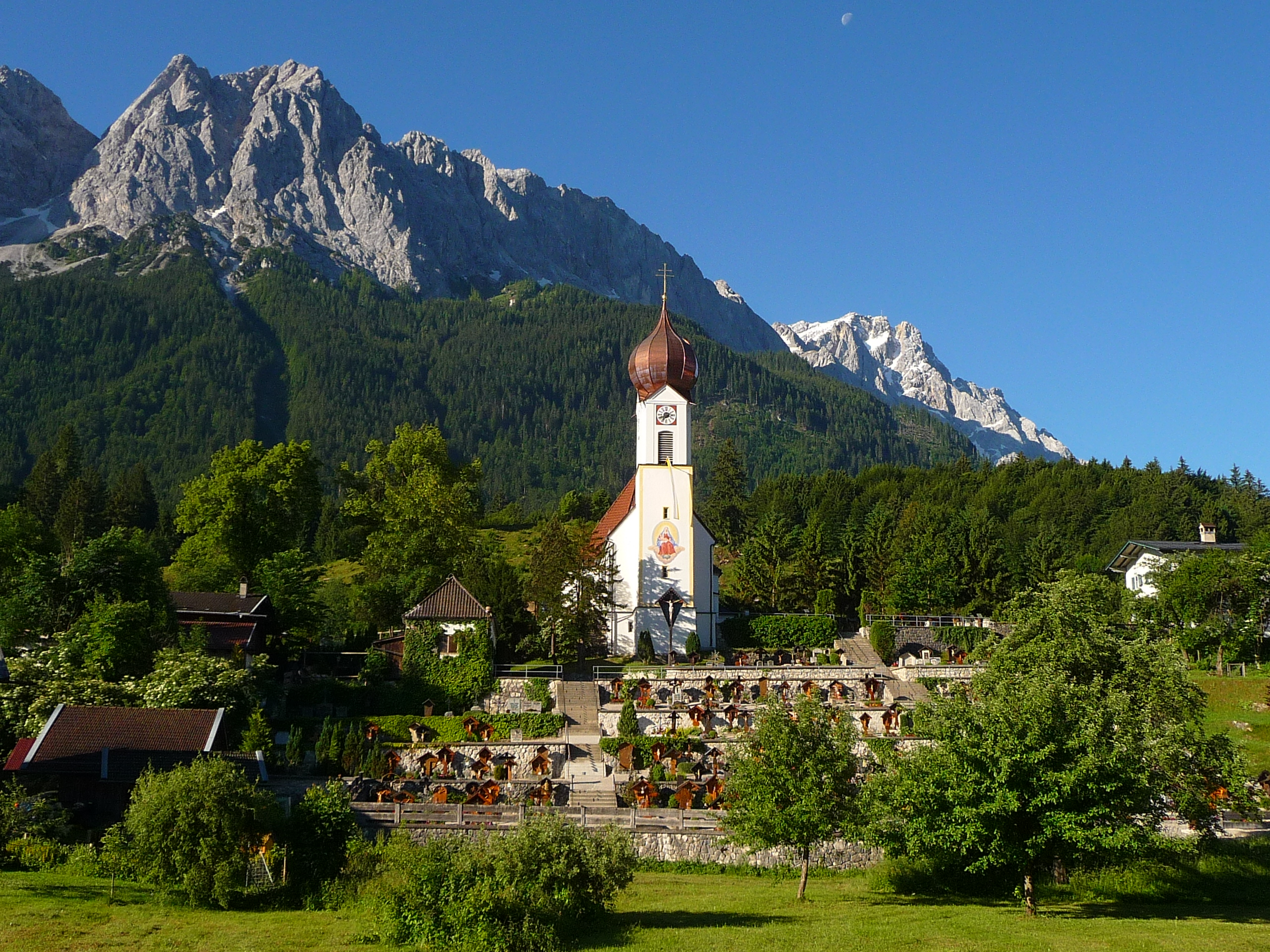
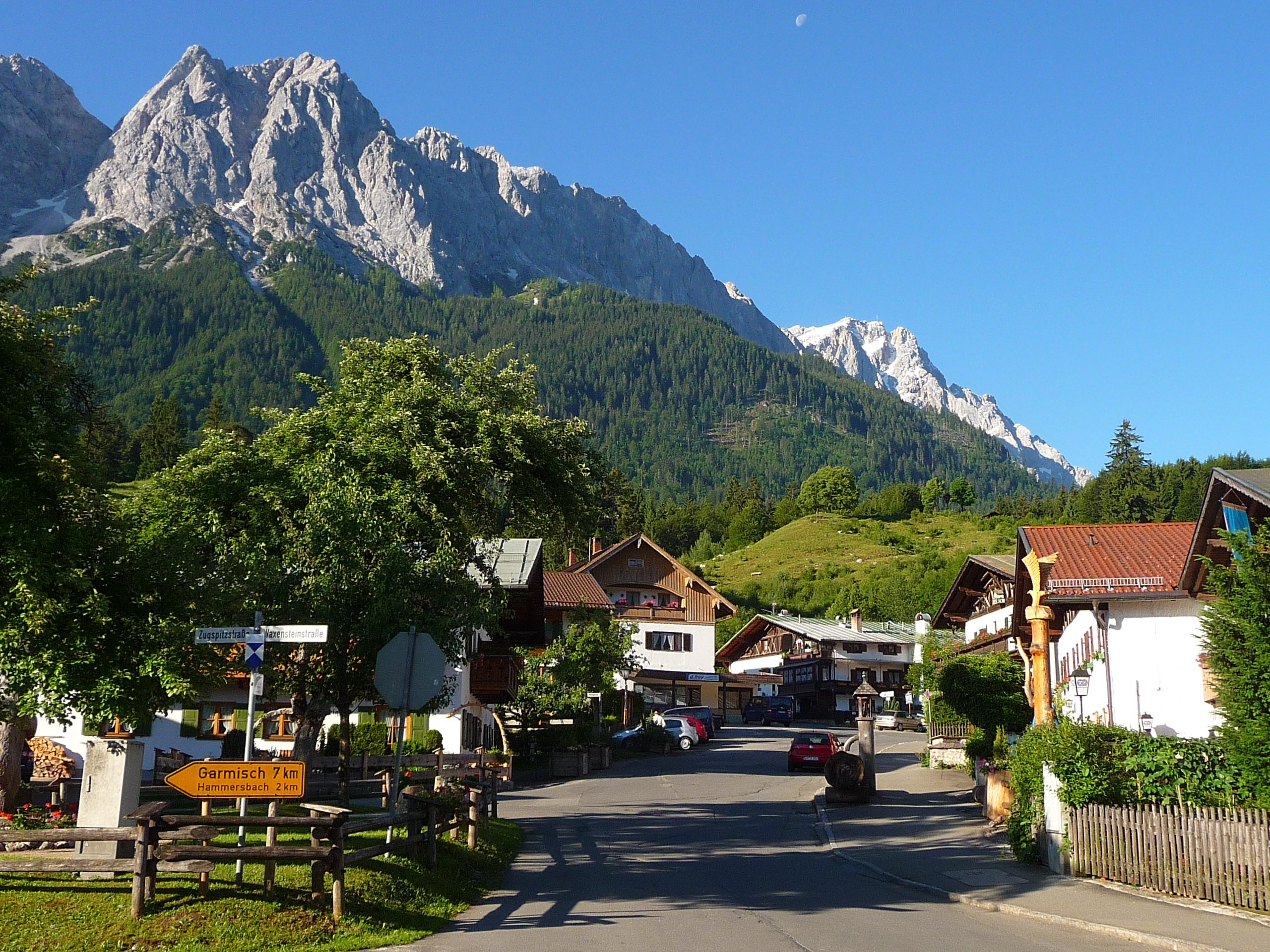
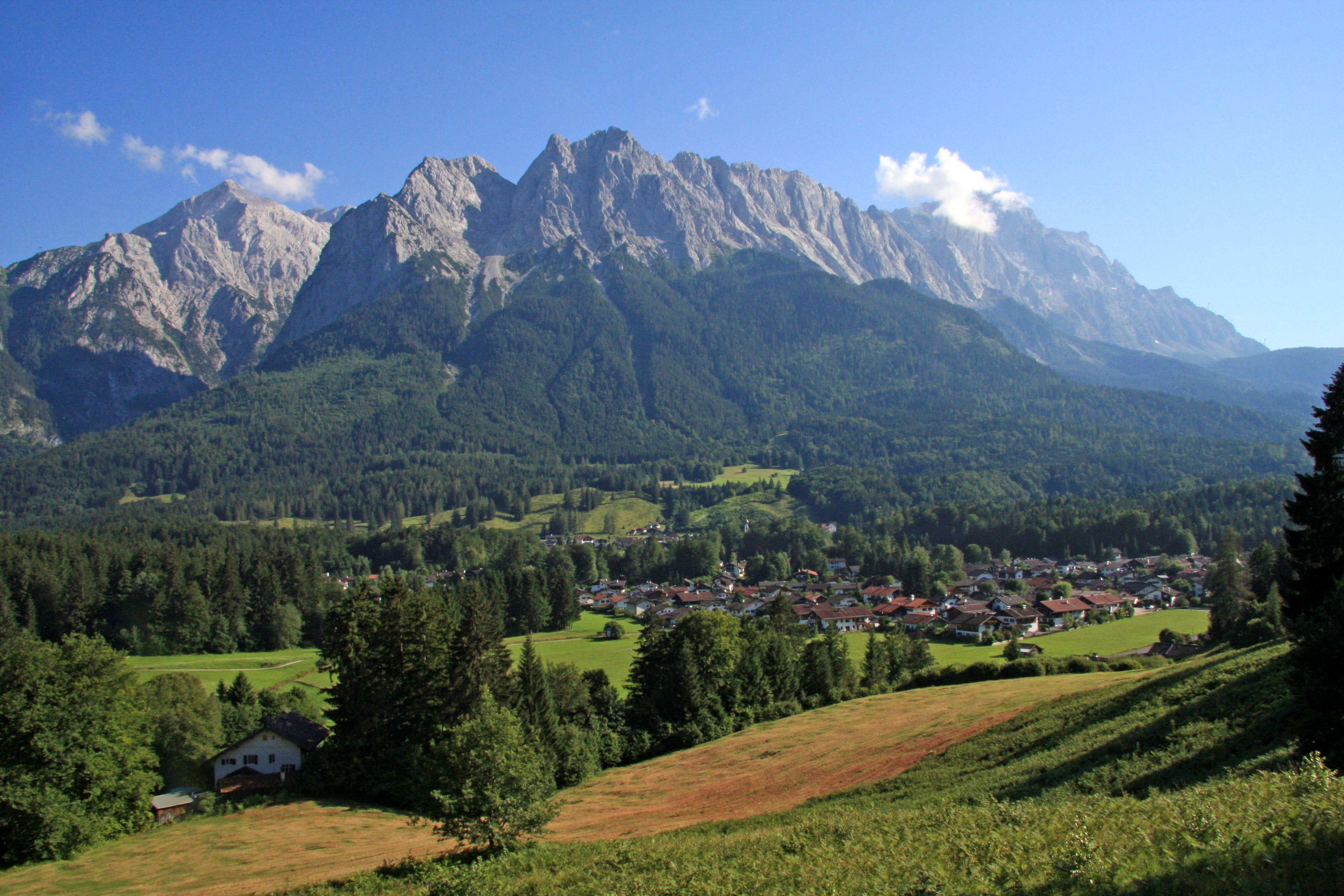
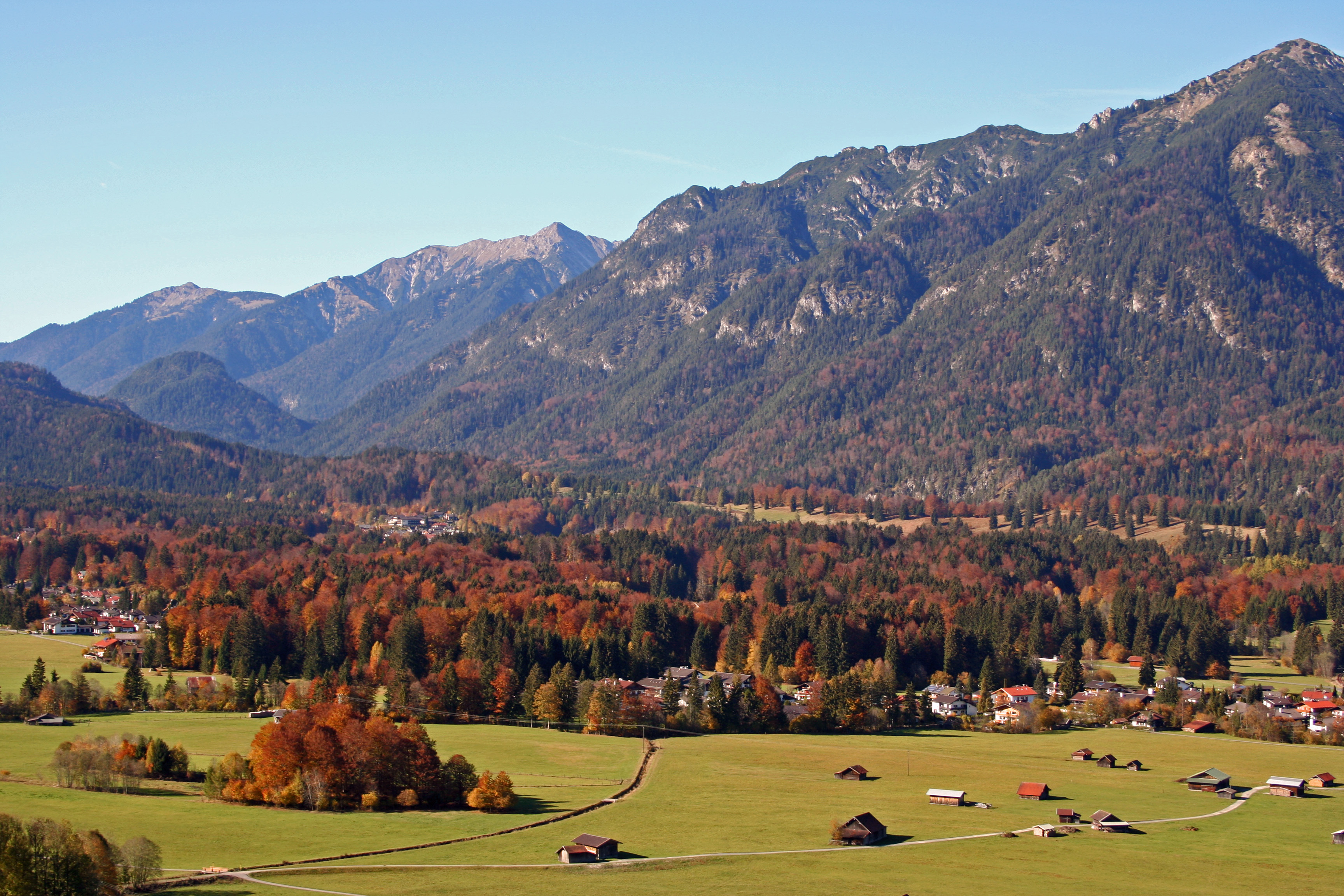
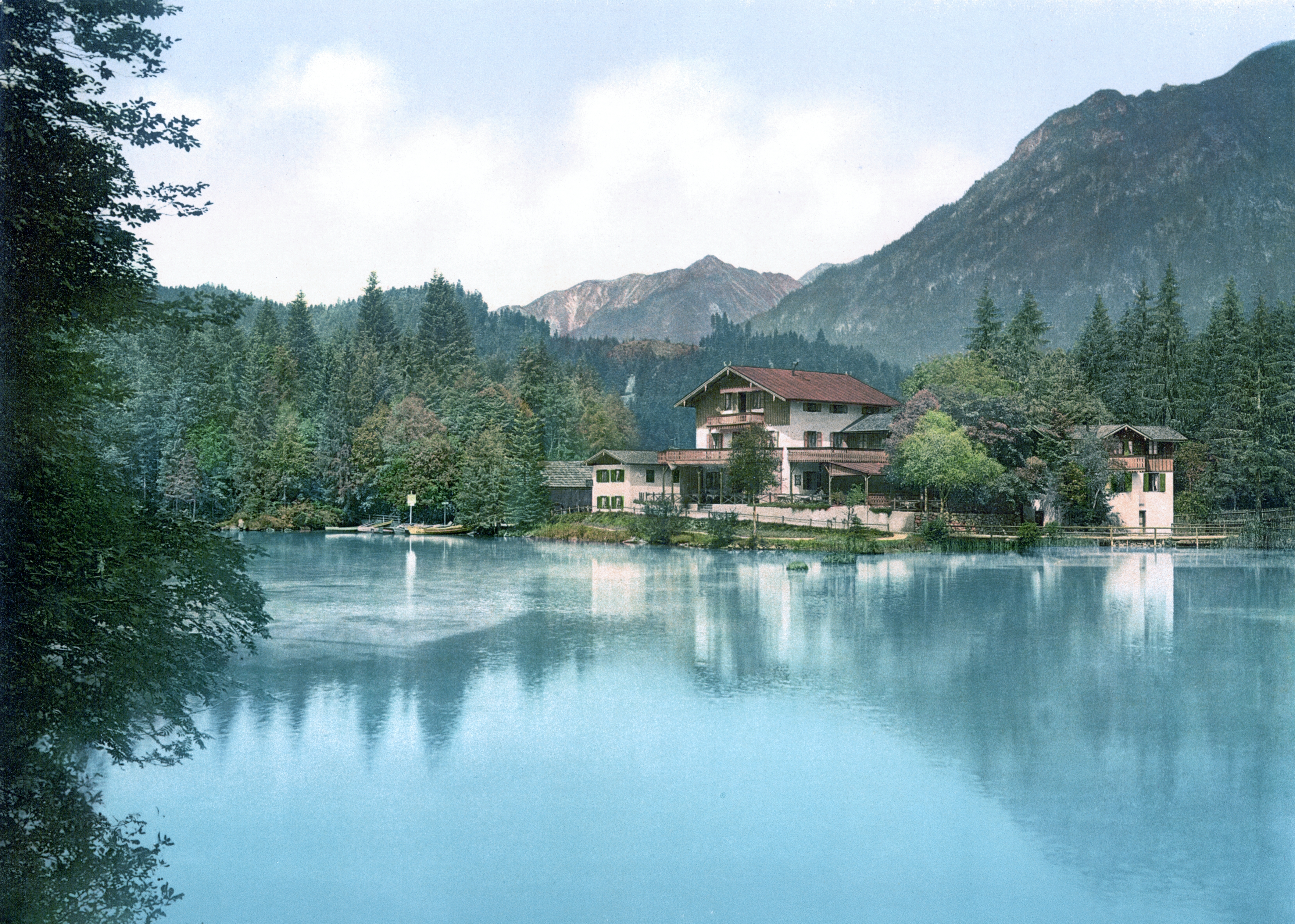
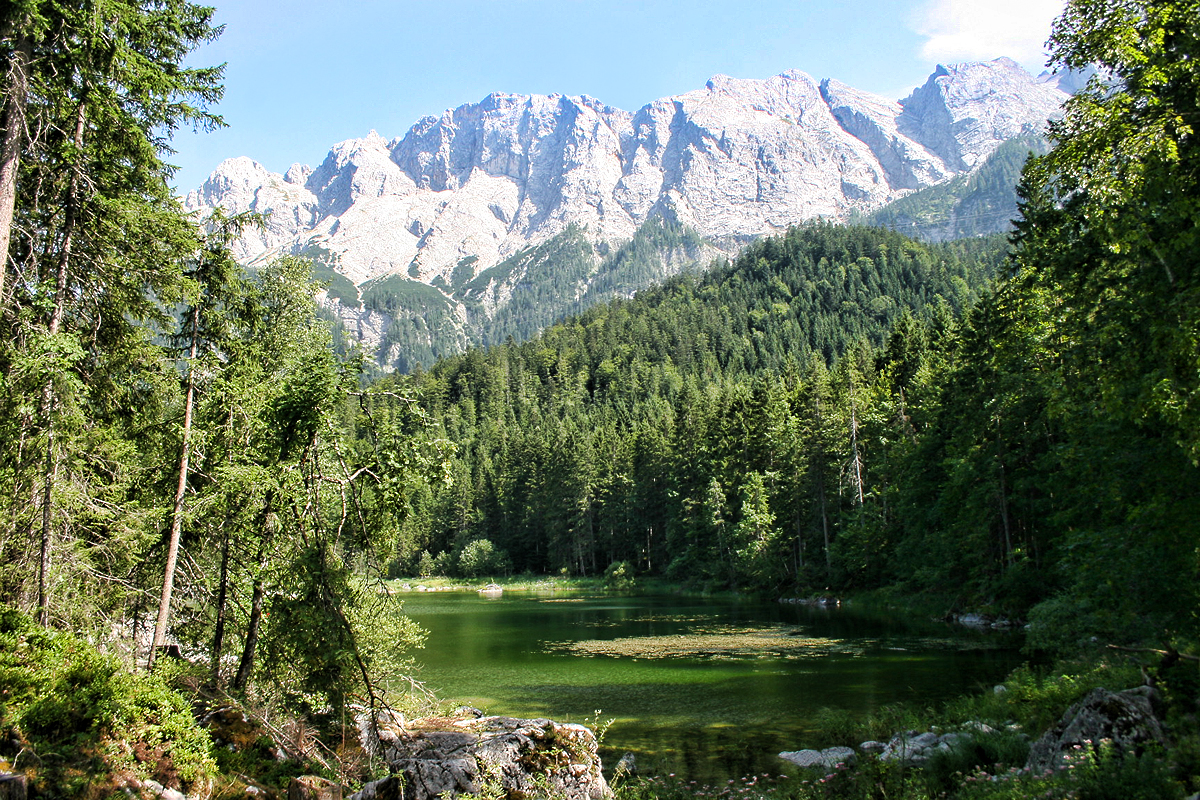
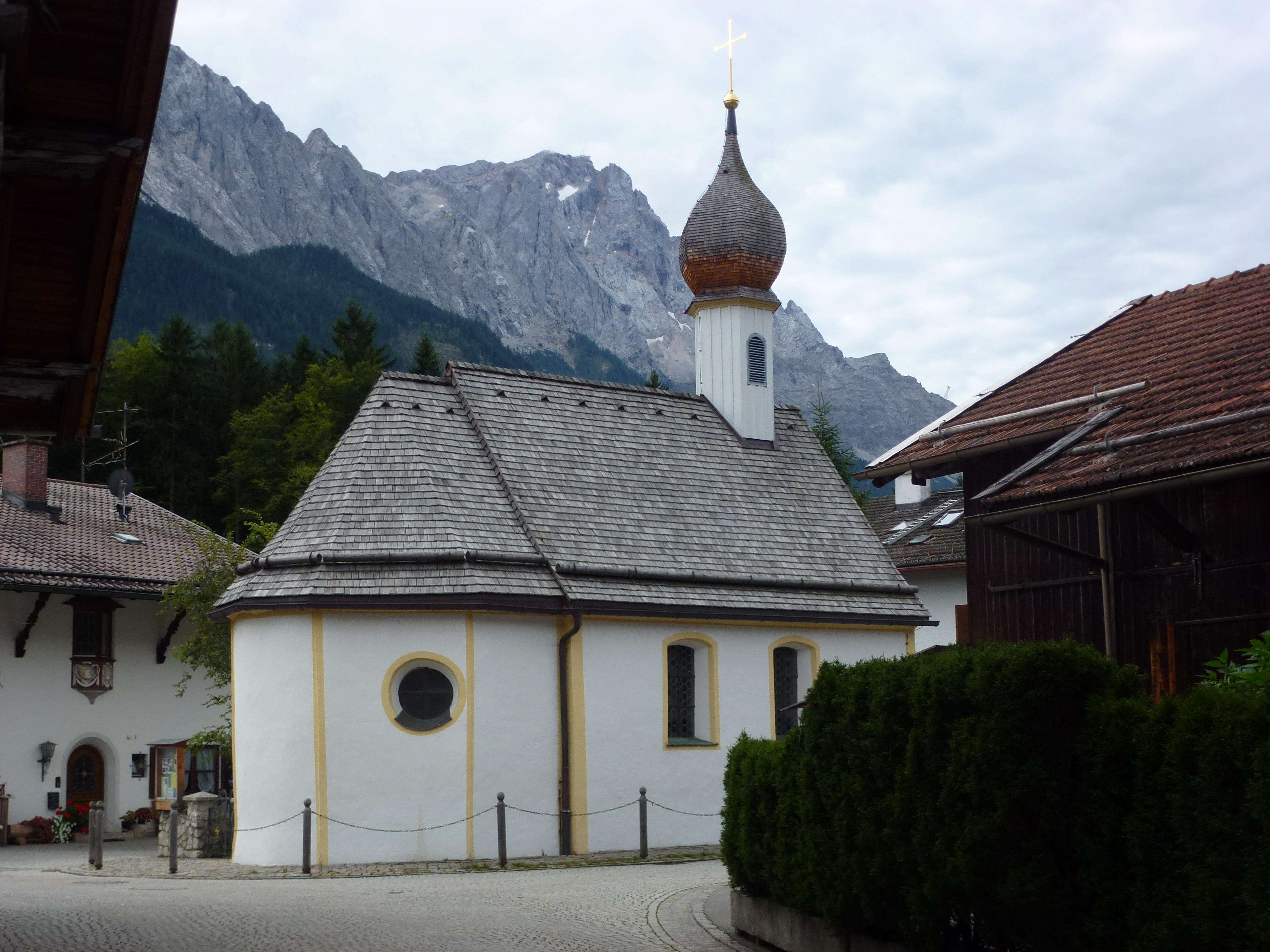
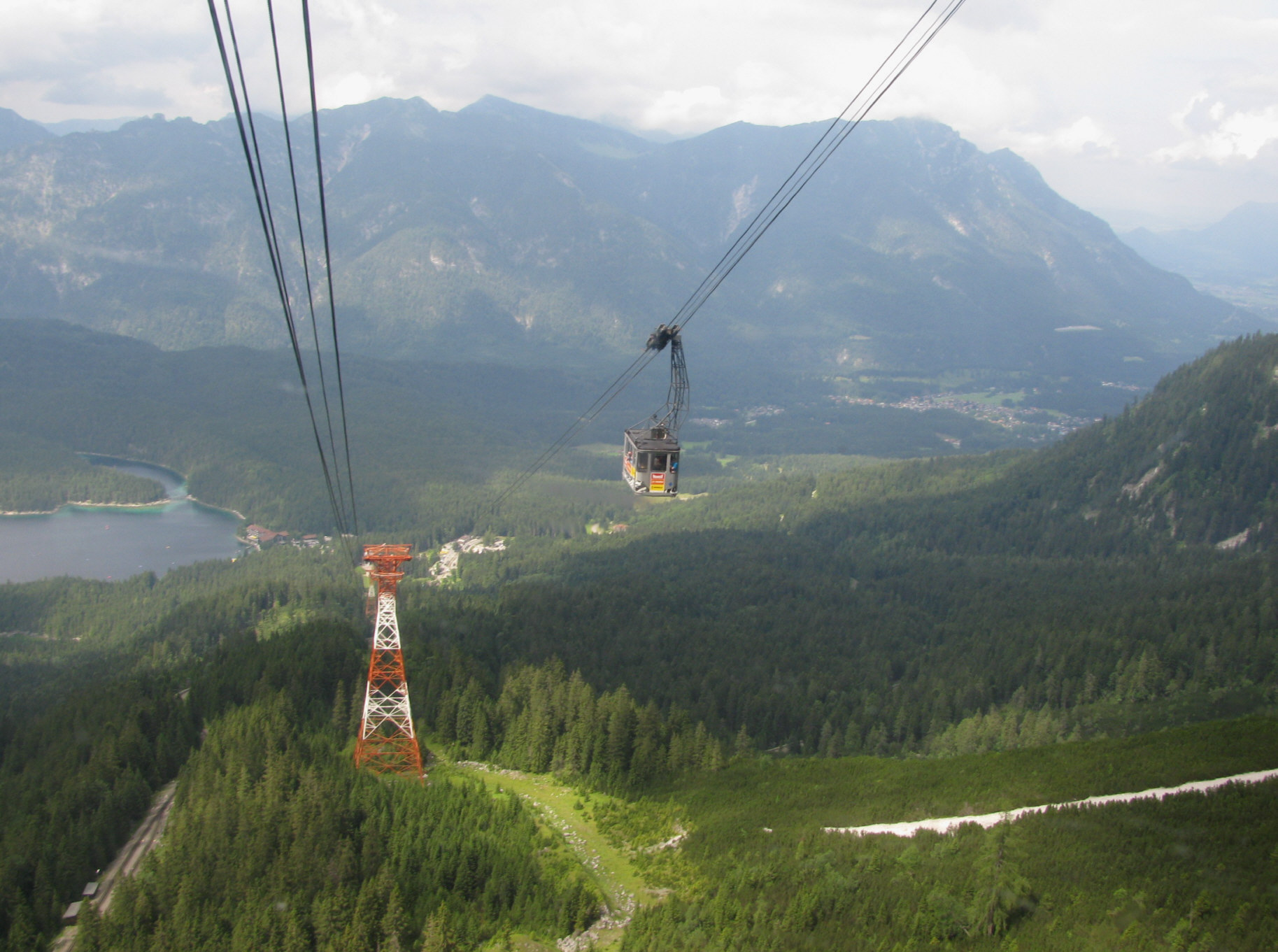
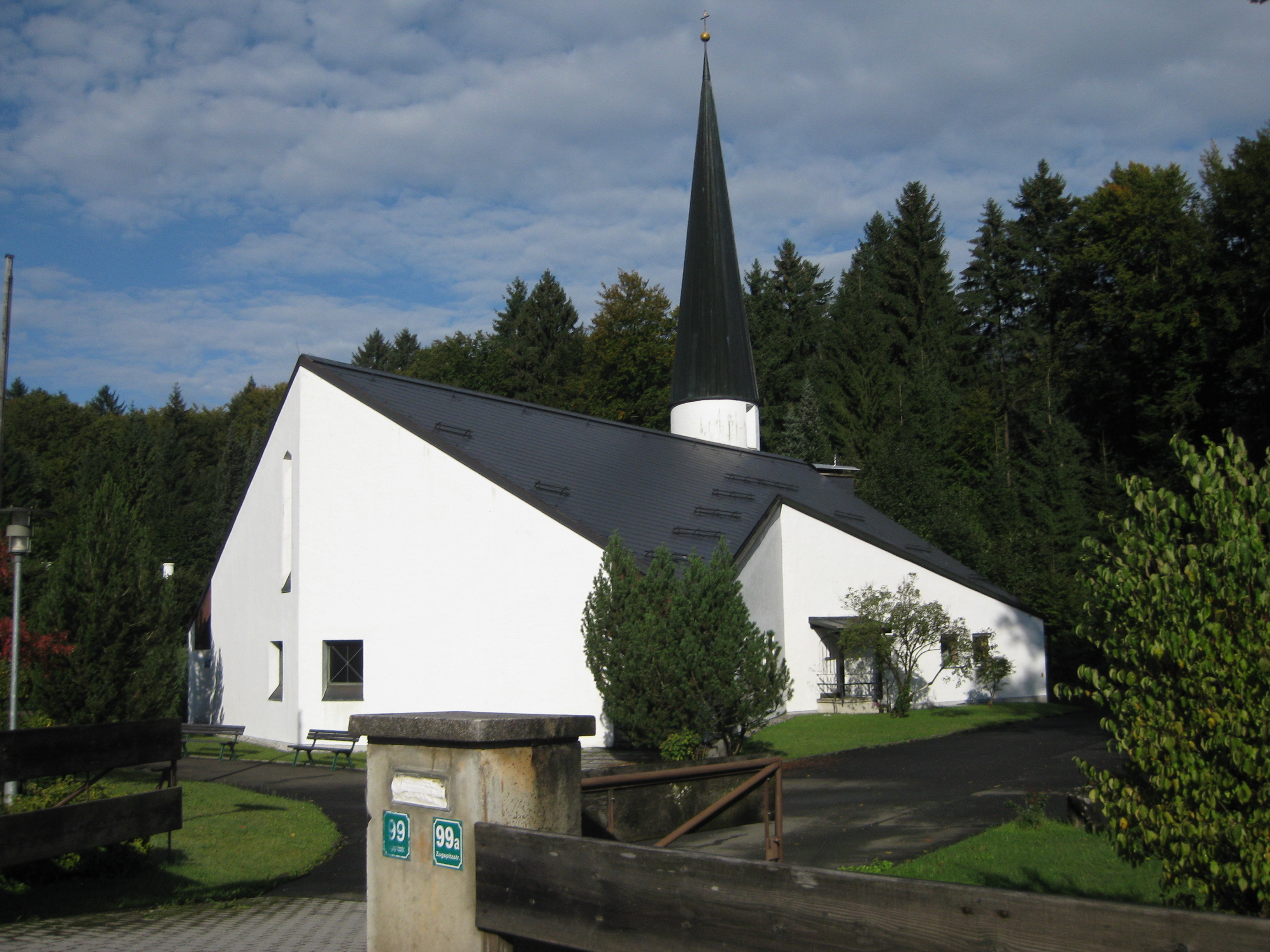
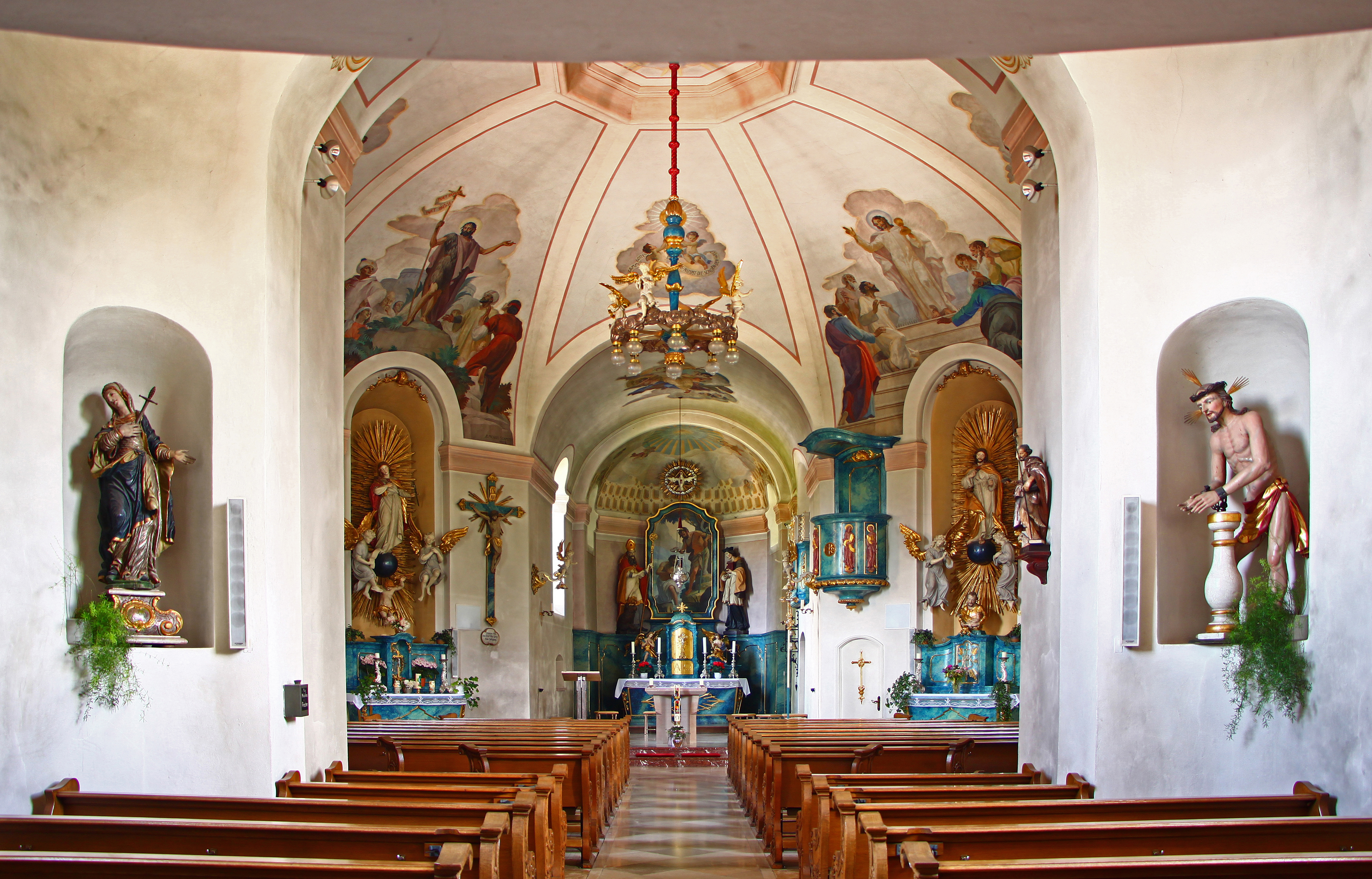
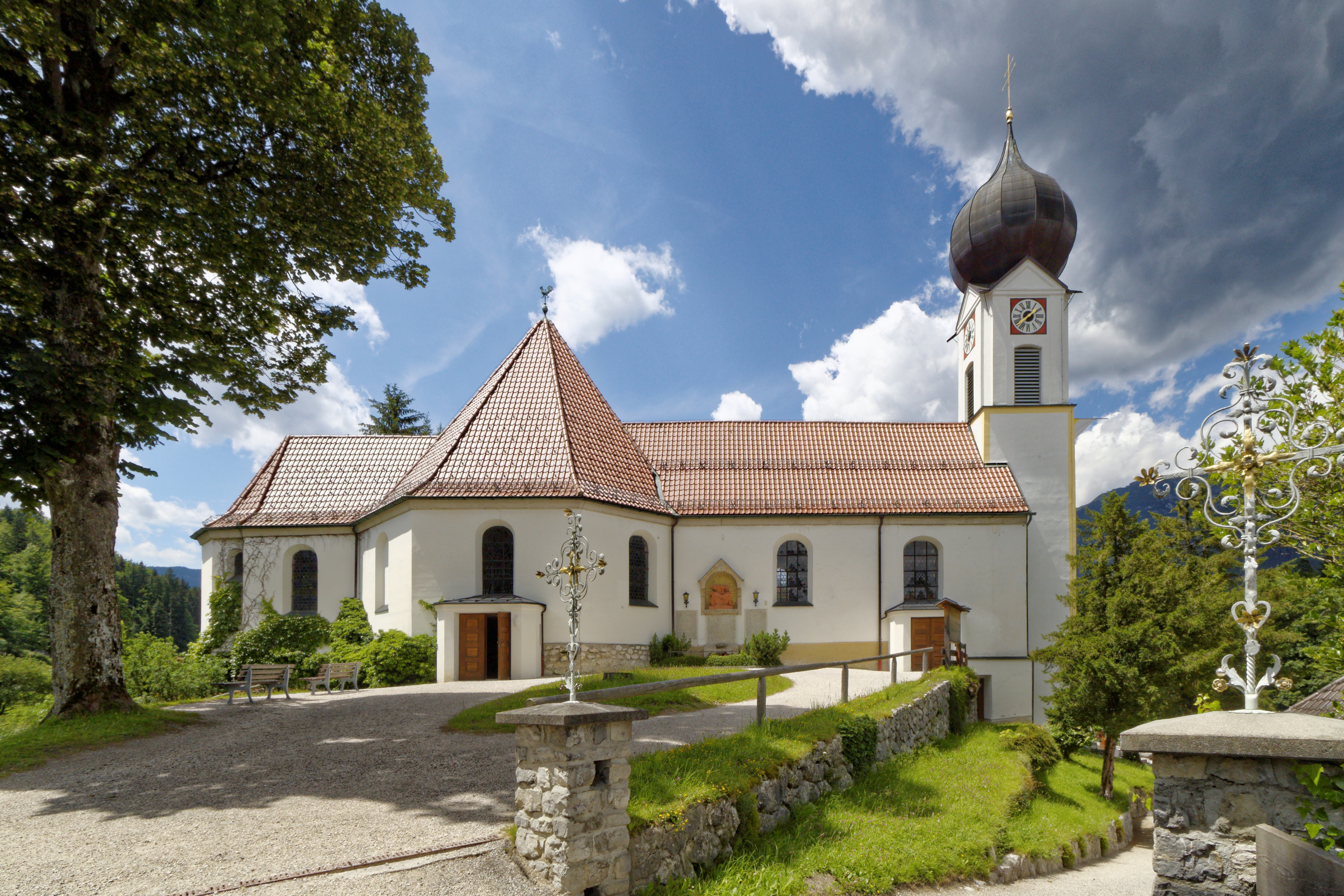

## Уродженці
- Альфред Герстенберг (1893—1959) — німецький офіцер, генерал-лейтенант люфтваффе.